# .jo
‎.jo‏ دامنه اینترنتی اختصاص داده شده به کشور اردن است.